# Старі Храковичі
Старі Храковичі — (біл. вёска Старыя Хракавічы), село (веска) в складі Брагінського району розташоване в Гомельській області Білорусі. Село підпорядковане Чемериській сільській раді і в ньому мешкає 490 осіб (станом на 2004 рік).
Село Старі Храковичі розташоване на південному сході Білорусі, в південній частині Гомельської області, неподалік від районного центру Брагіна (за 15 кілометрів східніше).